# Castello Vagnone
Il castello Vagnone è un castello situato a Trofarello, in città metropolitana di Torino.

## Storia

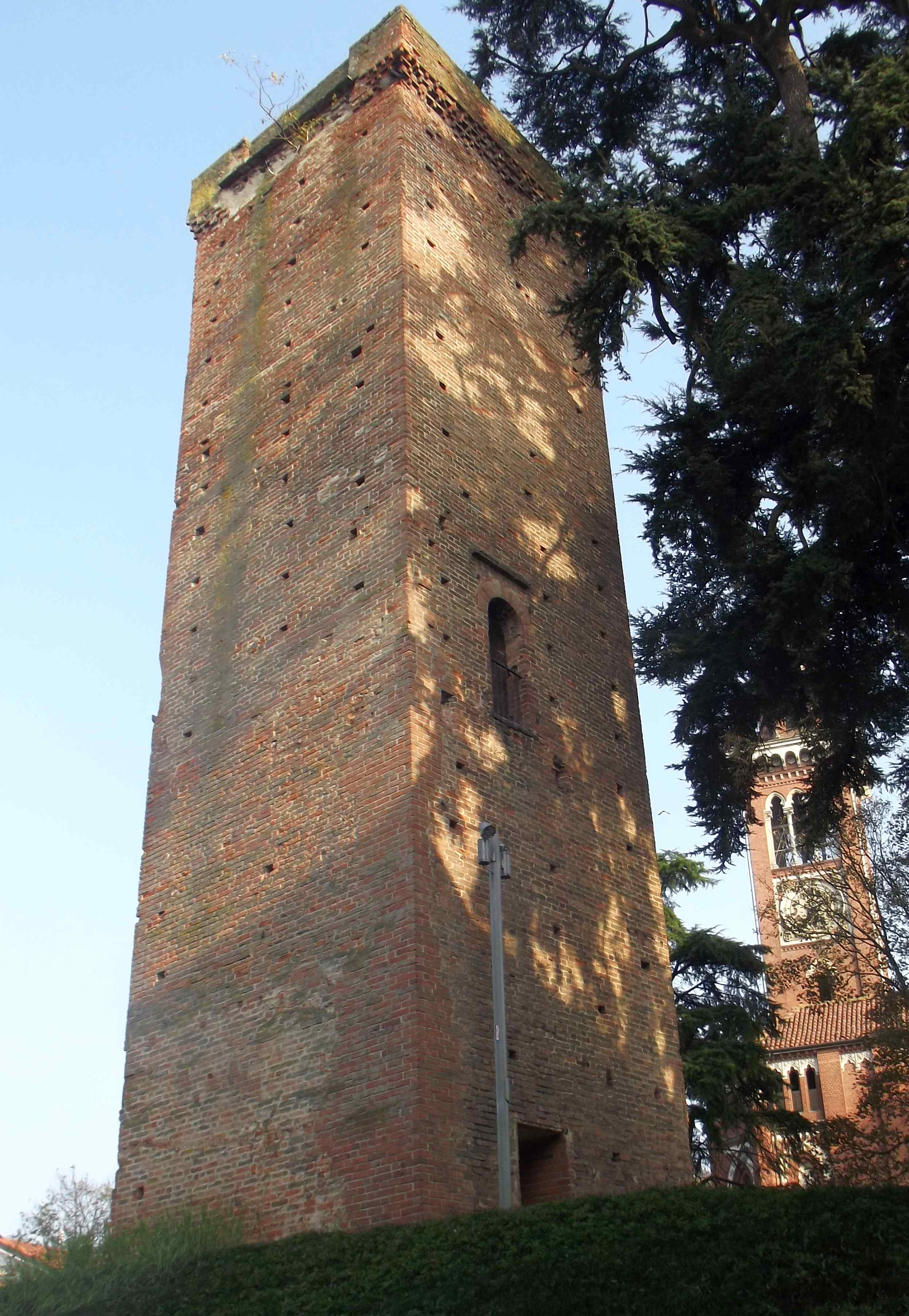
La torre civica a fianco del castello

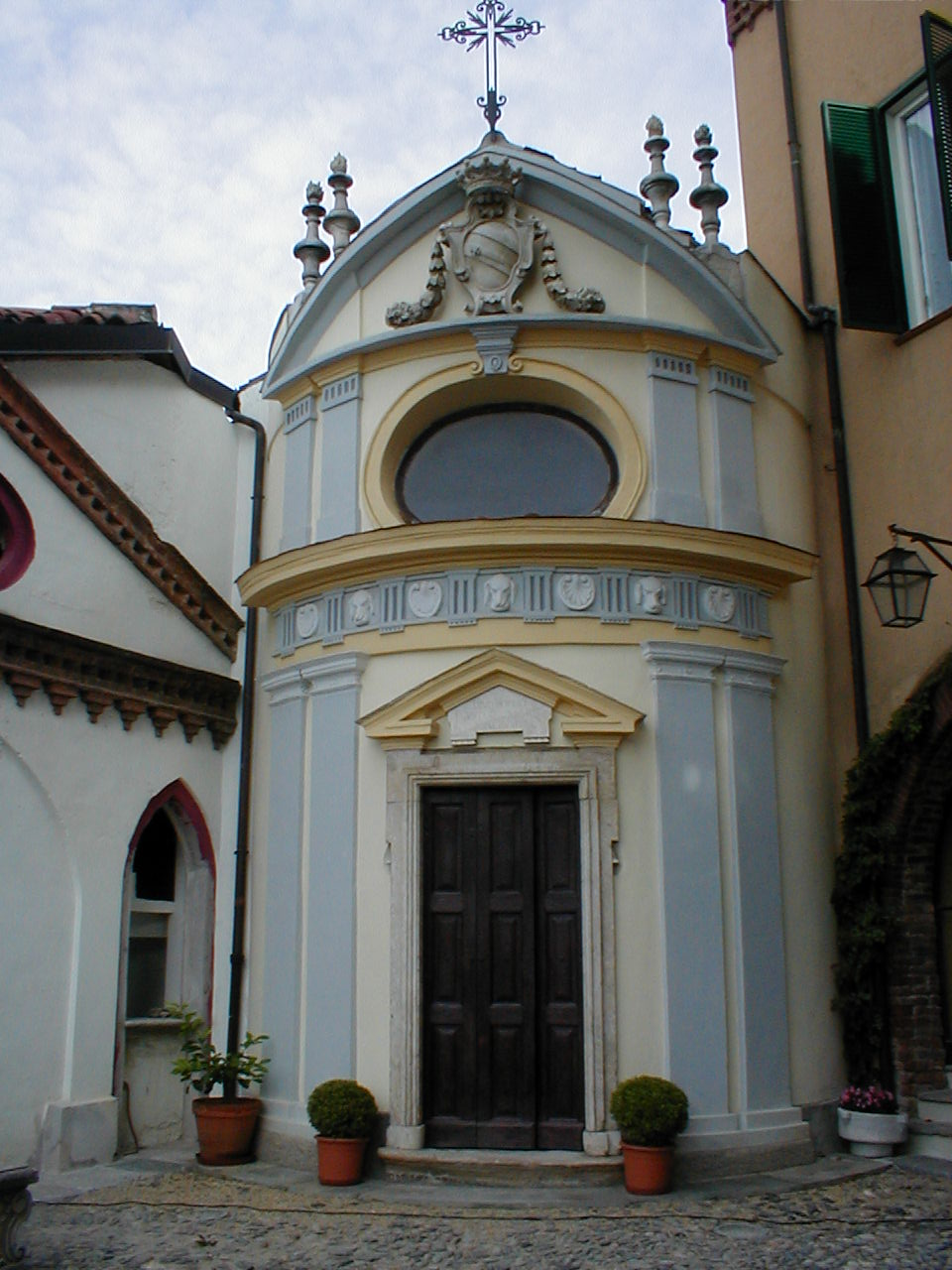
La Cappella di San Rocco.

Il castello di Trofarello risale al IX secolo d.C ed era di proprietà della famiglia Vagnone (antico casato longobardo le cui origini risalgono ai Vangioni) signori di Trofarello. Esso per lungo tempo ha rappresentato un notevole punto strategico militare.
Nel 1233 Moncalieri era in guerra contro Chieri e i signori di Trofarello permisero ai moncalieresi di appoggiarsi al loro castello por potersi difendere e far indietreggiare il nemico più velocemente. Agli inizi del Settecento, durante la Guerra di successione spagnola, come gran parte del Piemonte anche Trofarello subì delle violenze da parte dell'esercito francese inviato dal re Luigi XIV contro il duca Vittorio Amedeo. Nel 1705 le truppe nemiche guidate dal maresciallo La Feuillade, per rappresaglia, incendiarono il castello, ov'erano conservati munizioni e viveri, distruggendolo quasi completamente.
In quegli anni, a seguito dei frequenti conflitti tra le truppe francesi e piemontesi, si verificarono contigui passaggi di soldati nei dintorni della città di Torino.
Completato l'assedio della città, le truppe agli ordini del La Feuillade, al fine di eliminare i possibili ostacoli alle loro abituali rappresaglie, distrussero interi paesi. Stessa sorte toccò al gruppo di case costruite sulla zona fortificata di Trofarello.
A seguito del ritorno in patria delle truppe francesi, dopo la sconfitta, si diede inizio alla ricostruzione del castello Vagnone e con la cessazione del carattere difensivo, il nuovo castello assunse caratteristiche di residenza nobiliare. Del castello originale venne conservato ben poco, fatta eccezione per la torre centrale ed alcuni tratti di muri esterni. Dopo un primitivo impianto ad un solo piano, il castello venne poi ampliato e disposto su tre piani con bellissimi saloni fastosamente arredati. Pure il circostante terreno perse le caratteristiche di difesa e si trasformò in un bellissimo parco.
I diversi livelli del giardino sono traccia degli spalti per cinte e muri difensivi totalmente scomparsi.
S'inserisce a questo punto, in un contesto dichiaratamente residenziale, la cappella di San Rocco, incastonata nel corpo principale, inaugurata nel 1792 e della quale alcuni attribuiscono la paternità allo Juvarra ed al Vittone.
L'accesso al castello era assicurato da due ingressi: a levante da una piccola strada ad uso pedonale (vicolo fontana/via della Chiesa), a notte da una strada carrabile (via Torretta). Quest'ultima era molto frequentata perché univa, due importanti centri (Testona e Chieri). Solamente nel 1811, per interessamento del prevosto don Michele Alasia, si arrivò ad un accordo con l'allora Sindaco Ignazio Costa, medico collegiato, per predisporre un progetto onde poter realizzare un bel viale dalla strada reale (oggi via Torino) fino alla cima del paese (Cimavilla).
La realizzazione della strada fu un'opera molto apprezzata dalla popolazione.
Il marchese Michele Benso di Cavour e poi il figlio conte Camillo, furono proprietari, in quel periodo, di una parte del secondo fabbricato posto lungo viale Umberto I (oggi viale della Resistenza nr.30), successivamente utilizzato come luogo di degenza per i malati della casa di cura "Villa di Salute", ed acquistato per tale scopo dalle famiglie Demichelis-Cordero nell'anno 1898.
Su questo nucleo principale del castello vennero successivamente inseriti nuovi fabbricati. L'ala occidentale, a questo adiacente, è datata circa 1900 e l'ala orientale, di caratteristiche neogotiche, realizzate dall'architetto Ricci tra il 1928 ed il 1938, è collegata alla precedente tramite un basso fabbricato. Entrambe volgono a valle, cioè verso il parco e l'odierno abitato.
Nel castello crebbero Vincenzo Gioberti ed il marchese Carlo Alfieri, senatore e scrittore, e vi ebbe dimora san Giovanni Bosco.
Nel 1960-1961 ci fu una parziale demolizione del castello sul retro da parte del Comune.
Il conte Filippo vi abitò fino agli anni settanta e ne vendette alcune quote ad un gruppo finanziario per un progetto che però non fu mai realizzato, a causa dei costi eccessivi per la ristrutturazione del castello.
Negli anni ottanta il castello fu lasciato definitivamente dalla famiglia di origine ed a seguito di svariate vicissitudini la proprietà divenne del medico Paolo Villari.
Nel 1998 il castello è stato acquistato da alcune società private locali con l'intento di eseguirne un restauro conservativo, di riprenderne tutti gli elementi artistici ed architettonici tramandatici dal tempo e di riportarlo all'originale destinazione d'uso abitativo. Per questi motivi sono state previste unità immobiliari di grandi dimensioni che non ne stravolgano il carattere distributivo.

## Restauro
Prima del restauro del 2003, svolto da un gruppo di professionisti architetti ed ingegneri, le facciate del castello di Trofarello versavano ormai in una condizione di completo degrado. Il progetto di recupero è stato impostato sulla base di indagini stratigrafiche e diagnostiche finalizzate alla conoscenza delle tecniche e dei materiali delle finiture. Dopo l'intervento il castello ha ritrovato la sua armonia.
I lavori hanno poi interessato l'intero complesso con la sviluppo di poche unità immobiliari, avente alla base il concetto del rispetto conservativo dell'immobile anche se adeguato alle nuove esigenze abitative.